# Britta Steffen
Britta Steffen (Schwedt/Oder, 1983. november 16. –) német úszó, világ-, Európa- és olimpiai bajnok, a 100 méteres női gyorsúszás egykori világrekordere.

## Élete

### Magánélete
Berlinben él, az SC Neukölln klub színeiben versenyzik és a Berlini Műszaki Főiskolán környezetmérnöki tanulmányokat folytat.

### Pályafutása
Korán kezdett el úszni, 12 éves korában egy potsdami sportiskola diákja lett. 1998-ban először német bajnok és több számban is ifjúsági Európa-bajnok lett.
2000-ben a sydneyi olimpián a német 4 × 200-as gyorsváltó tagja volt az előfutamok alatt, de a döntőben már nem úszott, azonban így is bronzérmesnek mondhatja magát a csapattal. 2000 után formahanyatláson ment keresztül, évek teltek el nemzetközi eredmény nélkül. A 2004-es athéni játékokon indult ugyan, de nem ért el jó eredményt. Az átütő sikert végül a 2006-os budapesti Eb hozta el számára, összesen öt aranyérmet szerzett.
2007-ben világbajnoki bronzéremig jutott egyéniben, míg csapatban a 4×200 méteres gyorsváltó tagja volt. 2008-ban a pekingi olimpián olimpiai rekordot úszva a 100 méteres gyorsúszás bajnoka lett. 2009-ben, a római világbajnokságon aranyérmet szerzett a 100 m-es gyorsúszásban 52,07-es eredménnyel.